# Андре Ширле
Андре Хорст Ширле (Лудвигсхафен на Рајни, 6. новембар 1990) бивши је немачки фудбалер.

## Клупска каријера
Фудбалску каријеру је започео у локалном клубу Лудвигсхафен у сезони 2005/06. Наредне сезоне прелази у Мајнц такође у јуниорски тим, за које је играо до 2009. године када прелази у сениорски тим. Добрим играма на почетку сезоне у Бундеслиги, потписује свој први професионални уговор са Мајнцом крајем септембра 2009. године. 2011. прелази у Бајер Леверкузен где је успешно играо две сезоне. 2013. године одлази у Енглеску где је играо за Челси. У зимском прелазном року, фебруара 2015. године враћа се у немачку Бундеслигу и са Волфсбургом потписује уговор до 2019. Трансфер је процењен на 22 милиона фунти.
22. јула 2016. године Андре Ширле прелази у Борусију из Дортмунда, а дебитовао је 14. августа на утакмици финала суперкупа против Бајерна.
Борусија Дортмунд и Андре Ширле споразумно су раскинули уговор 15. јула 2020. године.

## Репрезентација
2008. године је дебитовао за репрезентацију Немачке до 19 година, да би након добрих игара у Мајнцу наступао и за национални састав до 21 године. За сениорску репрезентацију је дебитовао 17. новембра 2010. године у пријатељском мечу против Шведске ушавши у игру у 78. минути заменивши Луиса Холтбија. Први гол за репрезентацију је дао у пријатељском мечу против Уругваја 29. маја 2011. године. Селектор немачке репрезентације Јоахим Лев га је уврстио на списак играча за Европско првенство 2012. у Пољској и Украјини. 2014. године је учествовао и на Светском првенству у Бразилу када са репрезентацијом осваја прво место победивши у финалу репрезентацију Аргентине. На Светском првенству је одиграо пет утакмица и дао три гола, један против Алжира, а два у полуфиналу против Бразила.

### Голови за репрезентацију
|     | Датум              | Место                  | Противник  | Гол | Резултат | Такмичење                                 |
| --- | ------------------ | ---------------------- | ---------- | --- | -------- | ----------------------------------------- |
| 1.  | 29. мај 2011.      | Зинсхајм, Немачка      | Уругвај    | 2-0 | 2-1      | Пријатељска                               |
| 2.  | 7. јун 2011.       | Баку, Азербејџан       | Азербејџан | 3-1 | 3-1      | Квалификације за Европско првенство 2012. |
| 3.  | 10. август 2011.   | Штутгарт, Немачка      | Бразил     | 3-1 | 3-2      | Пријатељска                               |
| 4.  | 2. септембар 2011. | Гелзенкирхен, Немачка  | Аустрија   | 5-2 | 6-2      | Квалификације за Европско првенство 2012. |
| 5.  | 11. октобар 2011.  | Диселдорф, Немачка     | Белгија    | 2-0 | 3-1      | Квалификације за Европско првенство 2012. |
| 6.  | 26. мај 2012.      | Базел, Швајцарска      | Швајцарска | 2-3 | 3-5      | Пријатељска                               |
| 7.  | 31. мај 2012.      | Лајпциг, Немачка       | Израел     | 2-0 | 2-0      | Пријатељска                               |
| 8.  | 11. октобар 2013.  | Келн, Немачка          | Ирска      | 2-0 | 3-0      | Квалификације за Светско првенство 2014.  |
| 9.  | 15. октобар 2013.  | Стокхолм, Шведска      | Шведска    | 3-2 | 5-3      | Квалификације за Светско првенство 2014.  |
| 10. | 15. октобар 2013.  | Стокхолм, Шведска      | Шведска    | 4-2 | 5-3      | Квалификације за Светско првенство 2014.  |
| 11. | 15. октобар 2013.  | Стокхолм, Шведска      | Шведска    | 5-3 | 5-3      | Квалификације за Светско првенство 2014.  |
| 12. | 1. јун 2014.       | Менхенгладбах, Немачка | Камерун    | 2-1 | 2-2      | Пријатељска                               |
| 13. | 6. јун 2014.       | Мајнц, Немачка         | Јерменија  | 1-0 | 6-0      | Пријатељска                               |
| 14. | 30. јун 2014.      | Порто Алегре, Бразил   | Алжир      | 1-0 | 2-1      | Светско првенство 2014.                   |
| 15. | 8. јул 2014.       | Бело Хоризонте, Бразил | Бразил     | 6-0 | 7-1      | Светско првенство 2014.                   |
| 16. | 8. јул 2014.       | Бело Хоризонте, Бразил | Бразил     | 7-0 | 7-1      | Светско првенство 2014.                   |
| 17. | 3. септембар 2014. | Диселдорф, Немачка     | Аргентина  | 1-4 | 2-4      | Пријатељска                               |
| 18. | 13. јун 2015.      | Фаро, Португалија      | Гибралтар  | 1-0 | 7-0      | Квалификације за Европско првенство 2016. |
| 19. | 13. јун 2015.      | Фаро, Португалија      | Гибралтар  | 5-0 | 7-0      | Квалификације за Европско првенство 2016. |
| 20. | 13. јун 2015.      | Фаро, Португалија      | Гибралтар  | 6-0 | 7-0      | Квалификације за Европско првенство 2016. |
| 21. | 26. март 2017.     | Баку, Азербејџан       | Азербејџан | 1-0 | 4-1      | Квалификације за Светско првенство 2018.  |
| 22. | 26. март 2017.     | Баку, Азербејџан       | Азербејџан | 4-1 | 4-1      | Квалификације за Светско првенство 2018.  |

## Трофеји

### Челси
- Премијер лига (1) : 2014/15.

### Волфсбург
- Куп Немачке (1) : 2014/15.
- Суперкуп Немачке (1) : 2015.

### Борусија Дортмунд
- Куп Немачке (1) : 2016/17.

### Немачка
- Светско првенство (1) : 2014.